# Convent de Sant Francesc (Santpedor)
El Convent de Sant Francesc fou un convent franciscà de Santpedor (Bages) fundat el 1692. Era ubicat al final del carrer Convent, al costat de l'Institut d'Auro. Només l'església es va conservar. Protegit com a bé cultural d'interès local va ser transformat in auditori i inaugurat el 2012.
El convent de Sant Francesc fou construït per l'orde franciscà a començament del segle xviii i inaugurat l'any 1729. D'estil barroc, el convent és format per tres ales que juntament amb l'església tanquen el recinte conventual formant un pati rectangular. L'església fou construïda al sector de tramuntana i és un edifici de grandioses proporcions, amb una nau central i capelles laterals.
El 1692 en Jaume Llussà —del proper manso Lussà— cedeix els terrenys i 3.000 lliures per construir el convent de Sant Francesc, a canvi que l'orde dels franciscans el dediquin a l'ensenyament. S'obre un llarg plet amb la parròquia i Consell Municipal, més partidaris que s'instal·li a Santpedor l'orde dels Escolapis per exercir l'ensenyament.
L'any 1693 s'instal·laren els frares franciscans a la vila de Santpedor recollint una antiga aspiració i devoció popular car des del segle xiii Santpedor tenia una capella dedicada a Sant Francesc. El Convent i l'Església es construeixen en pocs anys (1721-1729), fet que li confereix una gran unitat d'estil. Les obres del gran convent situat fora els murs de la vila fortificada, foren inaugurats l'any 1729. La comunitat franciscana l'habità fins a l'any 1835, en què la desamortització de Mendizábal feu que l'abandonessin. Anys més tard, el 1851 el convent fou habitat provisionalment per les Germanes Carmelites de la Caritat fins a l'any 1893. Al segle xix l'edifici acollí durant set anys al bisbe de Palmira, Fèlix Amat.
La pedregada del 8 d'agost de 1979 va malmetre els teulats i es va iniciar un progressiu deteriorament dels edificis. El 1988 es crea l'Associació d'Amics del Convent, que promou la recuperació del conjunt, com a espai cultural. El 1996 s'enderroca l'edifici del Convent i s'hi construeix l'actual Institut d'Auro. Queden en peu l'església i alguns murs del convent.

## L'auditori
L'any 2002 l'Ajuntament endega un procés de restauració de l'església dirigit per l'arquitecte manresà David Closes, que culmina el 2012 amb la inauguració d'un nou auditori. El 2014 va ser un dels projectes elegits per exposar-se en el pavelló de Catalunya de la Biennal d'Arquitectura de Venècia.